# Kantonsschule Im Lee

Luftaufnahme aus dem Jahr 1932

Die Kantonsschule Im Lee (KS Im Lee/KLW) in Winterthur ist ein öffentliches Gymnasium des Kantons Zürich. Sie wurde in den Jahren 1925–1928 nach den Plänen der Gebrüder Pfister erbaut.

## Baugeschichte
Das Gebäude wurde als Projekt Zeitgeist seitens der Architektenbrüder konzipiert, das dann von der Jury mit dem ersten Preis bedacht wurde. Es erziele «mit einfachen Mitteln eine monumentale Wirkung». Doch auch die architektonischen Qualitäten und die Solidität der Ausführung hatten über die Jahrzehnte Bestand. Die Kantonschulanlage Im Lee ist als Schutzobjekt von kantonaler Bedeutung eingestuft.

## Ausbildungsgänge
Die Kantonsschule Im Lee bietet das mathematisch-naturwissenschaftliche Profil, das PPP-Profil, (Philosophie, Psychologie und Pädagogik) das sprachliche Profil sowie das musische Profil an, welche je vier Jahre dauern. In allen Profilen kann als Option eine zweisprachige Maturität Deutsch/Englisch gewählt werden. Bei erfolgreichem Abschluss erhalten die Schülerinnen und Schüler ein eidgenössisch anerkanntes Maturitätszeugnis.

## Mediothek
Die gemeinsame Mediothek der Kantonsschulen Im Lee und Rychenberg befindet sich in den Obergeschossen des Südtrakts der Kantonsschule Rychenberg. Die Benutzung ist gratis für Angehörige beider Schulen.

## Verschiedenes
- Die Handballmannschaft Yellow Winterthur entstand aus Schülern der Kantonsschule Im Lee. Die Vitodurania ist als Winterthurer Mittelschulverbindung auch an der Kantonsschule Im Lee aktiv.
- Bis zum Schuljahr 2022/23 hatte die Kantonsschule Im Lee wie die benachbarte Kantonsschule Rychenberg 40-Minuten-Lektionen, anstatt wie im restlichen Kanton 45-Minuten-Lektionen. Dadurch konnten pro Tag 12 statt 11 Lektionen geplant werden. Dieser 119-jährigen Tradition wurde auf Sommer 2023 durch ein Verbot des Regierungsrats ein Ende gesetzt.[4]